# 伊集院忠倉
伊集院 忠倉（いじゅういん ただあお，生卒年不詳），日本戰國時代的武將。島津氏的家臣。父親是伊集院忠朗，子為忠棟、春成。
仕於島津貴久，統制薩摩國眾人。天文18年（1549年）黑川崎之戰，與父親忠朗共同出陣，趁著暴風雨奇襲肝付兼演，並將之降伏。
由於這些功績，弘治4年/永祿元年（1558年）開始，擔任島津氏的筆頭家老。